# Joe Lynch (pugile)
Joe Lynch (New York City, 30 novembre 1898 – 1º settembre 1965) è stato un pugile statunitense.
La International Boxing Hall of Fame lo ha riconosciuto fra i più grandi pugili di ogni tempo.

## Gli inizi
Professionista nel 1915, incontrò presto i migliori pesi mosca e gallo della propria epoca, distinguendosi anche per aver resistito con 2 sconfitte ai punti, nel 1918 e nel 1917, al leggendario gallese Jimmy Wilde.

## La carriera
Divenne campione del mondo dei pesi gallo, al Madison Square Garden di New York, il 22 dicembre 1920 battendo il grande pugile italoamericano Pete Herman.
Suo grande rivale (5 match in tutto), Herman lo sconfisse nella sfida seguente, sette mesi più tardi, riprendendosi il titolo, che Lynch riconquistò tuttavia in seguito, nel luglio del 1922, battendo un successivo detentore, Johnny Buff.
Lynch perse definitivamente il titolo mondiale dei gallo il 21 marzo 1924, sconfitto ai punti al da Abe Goldstein.
Morì annegato all'età di 66 anni, per cause non accertate, nelle acque della Sheepshead Bay di Brooklyn.